# Бьюна-Виста (Виргиния)
Бьюна-Виста (англ. Buena Vista) — независимый город (то есть не входящий в состав какого-либо округа) в штате Виргиния (США).

## История
Во второй половине XIX века Бенджамин Мумау (Benjamin C. Moomaw) построил кожевенный завод в месте пересечения двух железнодорожных линий и канала, а рядом с заводом построил консервную фабрику. Регион начал быстро развиваться: в 1882 году начала работать «Appold & Sons Tannery», а в 1885 году открылась первая публичная школа. В декабре 1888 года Мамау написал «Buena Vista Prospectus» с планом организации будущего города, и начал продавать участки, которые разошлись всего за 30 дней, принеся ему 400 тысяч долларов. 22 февраля 1889 года в окрестностях были обнаружены большие залежи железной руды, что привело к экономическому буму. В 1890 году Бьюна-Виста получила статус «town», а уже 15 февраля 1892 года стала «city».

## География
Город полностью находится внутри границ округа Рокбридж.